# Gamil Agamaliev
Gamil Agamaliev (ázerbájdžánsky Cəmil Ağamalıyev, turecky Cemil Aghamaliyev) (* 31. srpna 1974) je ázerbájdžánský šachový velmistr, dnes obyvatel Turecka.
V roce 1993 hrál za Ázerbájdžán mistrovství světa v šachu v kategorii do 26 let. V roce 2005 skončil pátý na turnaji v Íránu.
V roce 2014 se přestěhoval do Turecka a tomu přizpůsobený přepis jeho jména je Cemil Aghamaliyev.